# Escut de la Guàrdia d'Ares
L'escut oficial de la Guàrdia d'Ares té el següent blasonament:
Escut caironat: d'argent, un mont de sinople movent de la punta, somat d'una torre de porpra tancada de sable i somada d'un mussol d'or.

## Història
Va ser aprovat el 7 d'octubre de 2010 i publicat al DOGC número 5.743 el 27 d'octubre del mateix any.
Als segells usats tradicionalment per l'antic Ajuntament, si més no al segle xix i començament del xx, ja apareixia un castell somat d'un ocell dalt d'un turó. En el nou escut de l'entitat municipal descentralitzada es reprèn aquest senyal en forma de torre que recorda l'antic castell de la Guàrdia, el qual va donar origen al poble, amb d'un mussol dalt de tot que vigila com a senyal parlant referent al topònim de la localitat.
Com és norma en tots els escuts de les entitats municipals descentralitzades, el de la Guàrdia d'Ares no porta corona.